# Seznam děl Jana Kotěry
Seznam děl Jana Kotěry, sestavený podle monografií z let 1958 a 2001 s přihlédnutím k dalším zdrojům.

## Architektura
| stavba                                                                                                   | návrh / realizace                                | obrázek | místo                         | číslo popisné | adresa | rok                       | spoluautor                                                    | poznámka |
| --- | ------------------------------------------------ | ------- | ----------------------------- | ------------- | --- | ------------------------- | ------------------------------------------------------------- | --- |
| přestavba zámku Červený Hrádek pro Johanna Mladotu ze Solopisk                                           | realizace                                        |         | Sedlčany - Červený Hrádek     | 1             | | 1894-1896                 |                                                               | AA NTM, fond č. 21 Jan Kotěra, položka 8 |
| průčelí nájemního domu                                                                                   | návrh                                            |         | Vídeň                         |               | | 1895                      |                                                               | AA NTM, fond č. 21 Jan Kotěra, položka 2 |
| studie farního kostela                                                                                   | školní projekt                                   |         |                               |               | | 1895-1896                 |                                                               | AA NTM, fond č. 21 Jan Kotěra, položka 3 |
| knížecí lázně                                                                                            | školní projekt                                   |         |                               |               | | 1896                      |                                                               | AA NTM, fond č. 21 Jan Kotěra, položka 4 |
| ideální město                                                                                            | školní projekt-závěrečná práce                   |         | Cap Gris-Nez, Francie         |               | | 1897                      |                                                               | AA NTM, fond č. 21 Jan Kotěra, položka 5 |
| průčelí radnice                                                                                          | návrh                                            |         | Kladno                        |               | | 1897                      |                                                               | AA NTM, fond č. 21 Jan Kotěra, položka 9 |
| nájemní dům                                                                                              | návrh                                            |         | Plzeň                         |               | | 1898                      |                                                               | Der Architekt V, 1899, číslo 3, str. 16 |
| hrobka rodiny Mladotů ze Solopisk                                                                        | realizace                                        |         | Kosova Hora                   |               | | 1898                      |                                                               | AA NTM, fond č. 21 Jan Kotěra, položka 10 |
| průčelí hostince U Zeleného stromu                                                                       | návrh                                            |         | Nové Hrady                    |               | | 1898                      |                                                               | [ 3 ] |
| přestavba kostela sv. Jiří                                                                               | návrh                                            |         | Doubravka u Plzně             |               | | 1899                      |                                                               | AA NTM, fond č. 21 Jan Kotěra, položka 11 |
| nádraží císaře Františka Josefa                                                                          | soutěžní návrh                                   |         | Praha 1 - Nové Město          |               | | 1899                      |                                                               | AA NTM, fond č. 21 Jan Kotěra, položka 12 |
| Fremuthova vila                                                                                          | návrh                                            |         | Nýrsko                        |               | | 1899                      |                                                               | AA NTM, fond č. 21 Jan Kotěra, položka 14 |
| zařízení vlastního bytu                                                                                  | realizace                                        |         | Praha 1 - Nové Město          |               | Jenštejnská ulice                                                                                           | 1899                      |                                                               | AA NTM, fond č. 21 Jan Kotěra, položka 15 |
| Peterkův dům                                                                                             | realizace                                        |         | Praha 1 - Nové Město          | 777           | Václavské náměstí 12                                                                                        | 1899–1900                 | V. Thierhier                                                  | |
| instalace výstavy Uměleckoprůmyslové školy                                                               | realizace                                        |         | Paříž, Světová výstava 1900   |               | | 1900                      | dokončení díla původně započatého Friedrichem Ohmannem        | Volné směry V. 1901, strany 71-85 |
| muzeum města Vídně                                                                                       | soutěžní návrh                                   |         | Vídeň                         |               | | 1900                      |                                                               | AA NTM, fond č. 21 Jan Kotěra, položka 7; projekt nakonec nebyl do soutěže odeslán                                                                     |
| obchodní dům U Nováků                                                                                    | soutěžní návrh                                   |         | Praha                         |               | | 1900                      |                                                               | Jan Kotěra: Práce mé a mých žáků 1898-1901 |
| pomník Jana Husa                                                                                         | soutěžní návrh                                   |         | Praha                         |               | | 1900                      | Stanislav Sucharda                                            | AA NTM, fond č. 21 Jan Kotěra, položka 17 |
| instalace III. výstavy Spolku výtvarných umělců Mánes                                                    | realizace                                        |         | Praha                         | 699           | sály U Štajgrů, Vodičkova 28                                                                                | 1900                      |                                                               | Volné směry V. 1901, strany 23 |
| instalace výstavy Spolku výtvarných umělců Mánes                                                         | realizace                                        |         | Vídeň                         |               | Künstlerhaus                                                                                                | 1900-1901                 |                                                               | AMP, fond Mánes, karton 35, signatura 6.1.7 |
| pomník Karla Jaromíra Erbena                                                                             | návrh                                            |         |                               |               | | asi 1901                  |                                                               | Jan Kotěra: Práce mé a mých žáků 1898-1901 |
| přestavba rodinného domu Oskara Nedbala                                                                  | návrh                                            |         | Tábor                         |               | | 1901                      |                                                               | AA NTM, fond č. 21 Jan Kotěra, položka 22 |
| scéna opery Rusalka                                                                                      | realizace                                        |         | Praha                         |               | Národní divadlo                                                                                             | 1901-1902                 |                                                               | AA NTM, fond č. 21 Jan Kotěra, položka 20 |
| vila Antonína Slavíčka                                                                                   | návrh                                            |         | Okoř                          |               | | 1901                      |                                                               | [ 3 ] |
| hrobka rodiny Mildovy                                                                                    | realizace                                        |         | Praha                         |               | Vyšehradský hřbitov                                                                                         | 1901                      | Stanislav Sucharda                                            | [ 4 ] |
| hrobka rodiny Elbogen                                                                                    | realizace                                        |         | Praha 3 - Žižkov              |               | Nový židovský hřbitov                                                                                       | 1901                      |                                                               | AA NTM, fond č. 21 Jan Kotěra, položka 23 |
| Robitschkova hrobka                                                                                      | realizace                                        |         | Praha 3 - Žižkov              |               | Nový židovský hřbitov                                                                                       | 1901-1902                 |                                                               | AA NTM, fond č. 21 Jan Kotěra, položka 24 |
| hrobka Egona Heinricha Perutze                                                                           | realizace                                        |         | Praha 3 - Žižkov              |               | Nový židovský hřbitov                                                                                       | 1902                      |                                                               | evidence PÚPP, 1976 |
| vila Jana Herbena                                                                                        | realizace                                        |         | Hostišov                      | 11            | | 1902                      |                                                               | [ 3 ] |
| salon JUDr. Ferdinanda Tondera                                                                           | realizace                                        |         | Praha                         |               | | 1902                      |                                                               | AA NTM, fond č. 21 Jan Kotěra, položka 25, částečně zachováno ve sbírkách Uměleckoprůmyslového musea v Praze                                           |
| pavilon SVU Mánes                                                                                        | realizace                                        |         | Praha                         |               | Kinského zahrada                                                                                            | 1902                      |                                                               | AA NTM, fond č. 21 Jan Kotěra, položka 26, zničeno |
| instalace výstavy Augusta Rodina                                                                         | realizace                                        |         | Praha                         |               | Kinského zahrada, Pavilon SVU Mánes                                                                         | 1902                      |                                                               | [ 5 ] |
| instalace VII. členské výstavy SVU Mánes                                                                 | realizace                                        |         | Praha                         |               | Kinského zahrada, Pavilon SVU Mánes                                                                         | 1902                      |                                                               | Volné směry VII. 1903, strany 169, 174, 177 |
| hrobka manželů Jiráskových                                                                               | realizace                                        |         | Hronov                        |               | městský hřbitov                                                                                             | 1902                      |                                                               | AA NTM, fond č. 21 Jan Kotěra, položka 27 |
| interiér pánského pokoje Karla Hoffmeistera                                                              |                                                  |         |                               |               | | 1902                      |                                                               | UPM, inv.č. 73.500-512 |
| Letní dům manželů Lva a Františky Peterkových                                                            | realizace                                        |         | Roztoky u Prahy               |               | | 1902                      |                                                               | Zdeněk Lukeš: Neznámá stavba Jana Kotěry |
| Fröhlichova vila                                                                                         | realizace                                        |         | Černošice                     | 360           | Střední 360                                                                                                 | 1902-1903                 |                                                               | AA NTM, fond č. 21 Jan Kotěra, položka 28 |
| vila Vendelína Máchy                                                                                     | realizace                                        |         | Bechyně                       | 188           | Libušina 188                                                                                                | 1902-1903                 |                                                               | AA NTM, fond č. 21 Jan Kotěra, položka 29 |
| Trmalova vila                                                                                            | realizace                                        |         | Praha 10 - Strašnice          | 91            | Vilová 11                                                                                                   | 1902-1903                 |                                                               | [ 7 ] |
| vila Karla Kramáře                                                                                       | návrh                                            |         | Krym                          |               | | 1902                      |                                                               | AA NTM, fond č. 21 Jan Kotěra, položka 31 |
| přístavba zahradnického domku                                                                            |                                                  |         | Barbo Kristo, Krym            |               | | 1902                      |                                                               | AA NTM, fond č. 21 Jan Kotěra, položka 32 |
| salon Josefa Urbana                                                                                      |                                                  |         | Praha                         |               | | 1903                      |                                                               | [ 3 ] |
| rodinný dům Jana Peiskera                                                                                | návrh                                            |         | Žďár nad Orlicí               |               | | 1903                      |                                                               | AA NTM, fond č. 21 Jan Kotěra, položka 33 |
| pomník císařovny Alžběty                                                                                 | soutěžní vávrh                                   |         | Vídeň                         |               | | 1903                      |                                                               | AA NTM, fond č. 21 Jan Kotěra, položka 34 |
| hrobka Jakuba Vojty Slukova                                                                              | realizace                                        |         | Praha 3 - Žižkov              |               | Olšanské hřbitovy                                                                                           | 1903                      |                                                               | AA NTM, fond č. 21 Jan Kotěra, položka 35 |
| Kožíškova hrobka                                                                                         | realizace                                        |         | Praha 3 - Žižkov              |               | Olšanské hřbitovy                                                                                           | 1903                      | Stanislav Sucharda                                            | AA NTM, fond č. 21 Jan Kotěra, položka 36 |
| interiér bytu rodiny Matějčkovy                                                                          | realizace                                        |         | Praha                         |               | | 1903                      |                                                               | UPM, inventární číslo 31.211 |
| Okresní dům                                                                                              | realizace                                        |         | Hradec Králové                | 409           | Palackého ulice 6                                                                                           | 1903-1904                 |                                                               | AA NTM, fond č. 21 Jan Kotěra, položka 37 |
| expozice českého umění                                                                                   | realizace                                        |         | St. Louis                     |               | Světová výstava 1904                                                                                        | 1903                      |                                                               | AA NTM, fond č. 21 Jan Kotěra, položka 38 |
| přečerpávací stanice pro vodárnu města Vršovice                                                          | realizace                                        |         | Praha 4 - Braník              | 229           | Modřanská                                                                                                   | 1903-1905                 |                                                               | AA NTM, fond č. 21 Jan Kotěra, položka 60 |
| hrobka Adolfa Landsberga                                                                                 | realizace                                        |         | Frýdek                        |               | Židovský hřbitov ve Frýdku                                                                                  | 1904                      |                                                               | AA NTM, fond č. 21 Jan Kotěra, položka 39 |
| hrobka Karla Maydla                                                                                      | realizace                                        |         | Praha 3 - Žižkov              |               | Olšanské hřbitovy                                                                                           | 1904                      | Bohumil Kafka                                                 | AA NTM, fond č. 21 Jan Kotěra, položka 40 |
| hrobka JUC. Maxe Perutze                                                                                 | realizace                                        |         | Praha 3 - Žižkov              |               | Nový židovský hřbitov                                                                                       | 1904                      |                                                               | AA NTM, fond č. 21 Jan Kotěra, položka 41 |
| hrobka rodiny Eduarda Vojana                                                                             | realizace                                        |         | Praha 3 - Žižkov              |               | Olšanské hřbitovy                                                                                           | 1904                      | Stanislav Sucharda                                            | AA NTM, fond č. 21 Jan Kotěra, položka 42 |
| kostel                                                                                                   | návrh                                            |         | Holoubkov                     |               | | 1904                      |                                                               | AA NTM, fond č. 21 Jan Kotěra, položka 43 |
| zasedací síň okresního výboru                                                                            | realizace                                        |         | Jindřichův Hradec             | 88            | Náměstí Míru 1                                                                                              | 1904                      |                                                               | AA NTM, fond č. 21 Jan Kotěra, položka 45 |
| přestavba vily B. Kočího                                                                                 | návrh                                            |         |                               |               | | asi 1900-1905             |                                                               | UPM, inv.č. 30.994 a,b |
| vila a ateliér Stanislava Suchardy                                                                       | realizace                                        |         | Praha 6 - Bubeneč             | 248           | Slavíčkova 6                                                                                                | 1904-1907                 |                                                               | AA NTM, fond č. 21 Jan Kotěra, položka 47 |
| úprava kašny a sloupu Nejsvětější Trojice                                                                | návrh                                            |         | Jindřichův Hradec             |               | | asi 1904                  |                                                               | AA NTM, fond č. 21 Jan Kotěra, položka 49 |
| zasedací síň Občanské záložny                                                                            | realizace                                        |         | Praha 5 - Smíchov             | 17            | Štefánikova 27                                                                                              | 1905                      |                                                               | AA NTM, fond č. 21 Jan Kotěra, položka 46 |
| hrobka rodiny Hamerníkovy                                                                                | realizace, zničeno                               |         | Praha 6 - Liboc               |               | | 1905                      |                                                               | AA NTM, fond č. 21 Jan Kotěra, položka 50 |
| vila Elbogen                                                                                             | návrh                                            |         | Praha                         |               | | 1905                      |                                                               | AA NTM, fond č. 21 Jan Kotěra, položka 44 |
| instalace XVI. členské výstavy SVU Mánes                                                                 | realizace                                        |         | Praha                         |               | Kinského zahrada, Pavilon SVU Mánes                                                                         | 1905                      |                                                               | AA NTM, fond č. 21 Jan Kotěra, položka 52 |
| vila JUDr. Ferdinanda Tondera                                                                            | realizace                                        |         | Sankt Gilgen, Rakousko        | 146           | Lienbacherweg 2                                                                                             | 1905-1906                 |                                                               | AA NTM, fond č. 21 Jan Kotěra, položka 53 |
| výstavní pavilon Poštorenské továrny na hliněné zboží knížete Lichtensteina                              | návrh                                            |         | Milán                         |               | | 1905                      |                                                               | AA NTM, fond č. 21 Jan Kotěra, položka 55 |
| čekárna prof. Hnátka                                                                                     |                                                  |         | Praha                         |               | | asi 1905                  |                                                               | AA NTM, fond č. 21 Jan Kotěra, položka 56 |
| Národní dům                                                                                              | realizace                                        |         | Prostějov                     | 218           | Vojáčkovo náměstí 1                                                                                         | 1905-1907                 |                                                               | AA NTM, fond č. 21 Jan Kotěra, položka 54 |
| instalace českého oddělení na Rakouské výstavě 1906                                                      | realizace                                        |         | Londýn                        |               | | 1905-1906                 |                                                               | Volné směry X, 1905-1906, str. 77 |
| okresní dům                                                                                              | návrh                                            |         | Nové Hrady                    |               | | 1906                      |                                                               | [ 3 ] |
| Grohova hrobka                                                                                           | realizace                                        |         | Praha 3 - Žižkov              |               | Olšanské hřbitovy                                                                                           | 1906                      | Stanislav Sucharda                                            | AA NTM, fond č. 21 Jan Kotěra, položka 182 |
| Mrázova hrobka                                                                                           | realizace, zničeno                               |         | Praha 3 - Žižkov              |               | Olšanské hřbitovy                                                                                           | 1906                      | Stanislav Sucharda                                            | AA NTM, fond č. 21 Jan Kotěra, položka 58 |
| Štěpánkova hrobka                                                                                        | realizace                                        |         | Praha 3 - Žižkov              |               | Olšanské hřbitovy                                                                                           | 1906                      | Stanislav Sucharda                                            | AA NTM, fond č. 21 Jan Kotěra, položka 57 |
| expozice Ringhoferových závodů                                                                           | realizace                                        |         | Milán                         |               | | 1906                      |                                                               | AA NTM, fond č. 21 Jan Kotěra, položka 65 |
| vila Oldřicha Sýkory                                                                                     | realizace                                        |         | Chrudim III                   | 27            | Fibichova                                                                                                   | 1906-1907                 |                                                               | AA NTM, fond č. 21 Jan Kotěra, položka 59 |
| vodárna města Vršovice                                                                                   | realizace                                        |         | Praha 4 - Michle              | 365           | Baarova 5                                                                                                   | 1906-1907                 |                                                               | AA NTM, fond č. 21 Jan Kotěra, položka 60 |
| Městské muzeum                                                                                           | realizace                                        |         | Hradec Králové                | 465           | Eliščina třída                                                                                              | 1906-1913                 |                                                               | AA NTM, fond č. 21 Jan Kotěra, položka 61 |
| zařízení kavárny Arco                                                                                    | realizace, zničeno                               |         | Praha 1 - Nové Město          | 1004          | Dlážděná 6                                                                                                  | 1907                      |                                                               | AA NTM, fond č. 21 Jan Kotěra, položka 66 |
| zahradní domek p. Petscheka                                                                              | není známo                                       |         | Praha 6 - Bubeneč             |               | | 1907                      |                                                               | AA NTM, fond č. 21 Jan Kotěra, položka 67 |
| Krausova vila                                                                                            | realizace                                        |         | Praha 6 - Bubeneč             | 208           | Sibiřské náměstí 5                                                                                          | 1907                      |                                                               | AA NTM, fond č. 21 Jan Kotěra, položka 68 |
| pracovna primátora                                                                                       | realizace                                        |         | Praha 1 - Staré Město         | 1             | Staroměstské náměstí 4                                                                                      | 1907-1909                 |                                                               | AA NTM, fond č. 21 Jan Kotěra, položka 69 |
| budovy Právnické a teologické fakulty České university Karlo-Ferdinandovy                                | návrh, 1. verze                                  |         | Praha 1 - Staré Město         |               | náměstí Curieových                                                                                          | 1907                      |                                                               | AA NTM, fond č. 87 |
| vila Dr. Záveského                                                                                       | návrh                                            |         |                               |               | | 1907                      |                                                               | [ 3 ] |
| pavilon průmyslu a obchodu                                                                               | realizace, zničeno                               |         | Praha                         |               | Jubilejní výstava Obchodní a živnostenské komory                                                            | 1907                      | Josef Gočár, Pavel Janák, Jan Štursa                          | AA NTM, fond č. 21 Jan Kotěra, položka 71 |
| pavilon odborného školství                                                                               | realizace, zničeno                               |         | Praha                         |               | Jubilejní výstava Obchodní a živnostenské komory                                                            | 1907                      | Karel Göttlich                                                | AA NTM, fond č. 21 Jan Kotěra, položka 72 |
| Götzova vila                                                                                             | realizace                                        |         | Chrustenice                   | 52            | | 1907-1908                 |                                                               | AA NTM, fond č. 21 Jan Kotěra, položka 75 |
| vila Ing. Karla Marka                                                                                    | realizace                                        |         | Holoubkov                     | 123           | | 1907-1910                 |                                                               | AA NTM, fond č. 21 Jan Kotěra, položka 70 |
| vila Eduarda Vojana                                                                                      | návrh                                            |         | Praha                         |               | | 1908                      |                                                               | AA NTM, fond č. 21 Jan Kotěra, položka 73 |
| obecná škola s bytem ředitele                                                                            | návrh                                            |         | Králův Dvůr                   |               | | 1908                      |                                                               | AA NTM, fond č. 21 Jan Kotěra, položka 74 |
| Rubešova hrobka                                                                                          | realizace, zničeno                               |         | Praha 3 - Žižkov              |               | Olšanské hřbitovy                                                                                           | 1908                      |                                                               | AA NTM, fond č. 21 Jan Kotěra, položka 76 |
| úřednický dům                                                                                            | realizace                                        |         | Nučice u Rudné                | 139           | Tyršova 139                                                                                                 | 1908                      |                                                               | [ 3 ] |
| nájemní dům s nakladatelstvím Jana Laichtera                                                             | realizace                                        |         | Praha 2 - Vinohrady           | 1543          | Chopinova 4                                                                                                 | 1908-1909                 |                                                               | AA NTM, fond č. 21 Jan Kotěra, položka 77 |
| vlastní vila a ateliér                                                                                   | realizace                                        |         | Praha 10 - Vinohrady          | 1542          | Hradešínská 6                                                                                               | 1908-1909                 |                                                               | AA NTM, fond č. 21 Jan Kotěra, položka 78 |
| vila Emila Kratochvíla                                                                                   | realizace                                        |         | Černošice                     | 282           | Karlštejnská ulice                                                                                          | 1908-1910                 |                                                               | AA NTM, fond č. 21 Jan Kotěra, položka 79 |
| budova konzervatoře                                                                                      | návrh                                            |         | Praha                         |               | | 1908-1910                 |                                                               | AA NTM, fond č. 21 Jan Kotěra, položka 188 |
| budovy Právnické a teologické fakulty České university Karlo-Ferdinandovy                                | návrh, 2. verze                                  |         | Praha 1 - Staré Město         |               | náměstí Curieových                                                                                          | 1909                      |                                                               | AA NTM, fond č. 87, položka 24 UNIV |
| vodárna                                                                                                  | realizace                                        |         | Třeboň                        |               | Na Kopečku                                                                                                  | 1909                      |                                                               | AA NTM, fond č. 21 Jan Kotěra, položka 80 |
| úprava budovy Moderní galerie                                                                            | realizace                                        |         | Praha 6 - Bubeneč             |               | Výstaviště Praha                                                                                            | 1909                      |                                                               | AA NTM, fond č. 21 Jan Kotěra, položka 81 |
| studie umístění Moderní galerie                                                                          | návrh                                            |         | Praha                         |               | různé lokality                                                                                              | 1909                      |                                                               | AA NTM, fond č. 21 Jan Kotěra, položka 92 |
| hrobka vlastní rodiny                                                                                    | realizace                                        |         | Praha                         |               | Vinohradský hřbitov                                                                                         | 1909                      |                                                               | AA NTM, fond č. 21 Jan Kotěra, položka 83 |
| lesní kaple                                                                                              | návrh                                            |         | Nové Hrady                    |               | | 1909                      |                                                               | AA NTM, fond č. 21 Jan Kotěra, položka 181 |
| hotel Vila Pepina                                                                                        | návrh                                            |         | Opatija, Chorvatsko           |               | | 1909-1910                 |                                                               | AA NTM, fond č. 21 Jan Kotěra, položka 82 |
| památník manželů Vojáčkových                                                                             | realizace                                        |         | Prostějov                     |               | | 1909-1910                 |                                                               | AA NTM, fond č. 21 Jan Kotěra, položka 89 |
| vila Viléma Charváta                                                                                     | realizace                                        |         | Vysoké Mýto                   | 247           | Rokycanova                                                                                                  | 1909-1911                 |                                                               | AA NTM, fond č. 21 Jan Kotěra, položka 84 |
| kolonie státních železničních zřízenců                                                                   | realizace                                        |         | Louny                         |               | ulice Husova, Bezručova, Čeňka Zemana, Máchova, Alšova, Klicperova, Kpt. Jaroše, Dykova Kollárova, Nerudova | 1909, 1913, 1919          |                                                               | AA NTM, fond č. 21 Jan Kotěra, položka 85 |
| interiér bytu K. B. Mádla                                                                                | realizace, dnes uloženo v depozitáři UPM v Praze |         | Praha                         |               | | 1910                      |                                                               | AA NTM, fond č. 21 Jan Kotěra, položka 86 |
| instalace lesnické výstavy                                                                               | není známo                                       |         | Vídeň                         |               | | 1910                      |                                                               | AA NTM, fond č. 21 Jan Kotěra, položka 87 |
| Pražský most, úprava a předmostí                                                                         | realizace                                        |         | Hradec Králové                |               | Pražský most                                                                                                | 1910                      |                                                               | AA NTM, fond č. 21 Jan Kotěra, položka 88 |
| přestavba Grandhotelu Urban                                                                              | realizace                                        |         | Hradec Králové                | 275           | Československé armády 21                                                                                    | 1910-1911                 |                                                               | AA NTM, fond č. 21 Jan Kotěra, položka 90 |
| přestavba Vily Bianca L. Bondyho                                                                         | realizace                                        |         | Praha 6 - Bubeneč             | 49            | Pod Kaštany 17                                                                                              | 1910-1913                 | Stanislav Sucharda                                            | AA NTM, fond č. 21 Jan Kotěra, položka 90 Přestavby: 1919 Max Spielmann 1997 Erick van Egeraat associated architects                                   |
| rodinný dvojdům Josefa Groha a Otokara Borůvky                                                           | realizace                                        |         | Praha 6 - Hradčany            | 239 a 240     | Mickiewiczova 13 a 15                                                                                       | 1910-1911                 |                                                               | AA NTM, fond č. 21 Jan Kotěra, položka 97 |
| přestavba vily Tomáše Bati                                                                               | realizace                                        |         | Zlín                          | 292           | Gahurova | 1910-1912                 |                                                               | AA NTM, fond č. 21 Jan Kotěra, položka 96 |
| budova Úvěrního ústavu                                                                                   | návrh                                            |         | Hradec Králové                |               | | 1911                      |                                                               | AA NTM, fond č. 21 Jan Kotěra, položka 93 |
| víceúčelová budova pojišťovny Koruna (U Špinků)                                                          | návrh                                            |         | Praha                         |               | | 1911                      |                                                               | AA NTM, fond č. 21 Jan Kotěra, položka 94 |
| lázeňská budova                                                                                          | soutěžní návrh                                   |         | Grad, Slovinsko               |               | | 1911                      |                                                               | AA NTM, fond č. 21 Jan Kotěra, položka 95 |
| budova Rakousko-Uherské banky                                                                            | soutěžní návrh                                   |         | Vídeň                         |               | | 1911                      |                                                               | AA NTM, fond č. 21 Jan Kotěra, položka 101 |
| vodoléčebný ústav a hotel (Vila Triestina)                                                               | návrh                                            |         | Lovaň                         |               | | 1911                      |                                                               | AA NTM, fond č. 21 Jan Kotěra, položka 102 |
| přístavba hotelu Imperial                                                                                | realizace                                        |         | Dubrovník                     |               | | 1911-1912                 |                                                               | AA NTM, fond č. 21 Jan Kotěra, položka 99 |
| Nový zámek rodiny Mandelíkovy                                                                            | realizace                                        |         | Ratboř                        | 40            | | 1911-1913                 |                                                               | AA NTM, fond č. 21 Jan Kotěra, položka 100 |
| banka Slavia                                                                                             | realizace, zničeno                               |         | Sarajevo, Bosna a Hercegovina |               | | 1911-1913                 |                                                               | AA NTM, fond č. 21 Jan Kotěra, položka 103 |
| obchodní a nájemní dům Mojmíra Urbánka Mozarteum                                                         | realizace                                        |         | Praha 1 - Nové Město          | 748           | Jungmannova 30                                                                                              | 1911-1913                 |                                                               | AA NTM, fond č. 21 Jan Kotěra, položka 104 |
| Tichého hrobka                                                                                           | realizace                                        |         | Praha                         |               | Vyšehradský hřbitov                                                                                         | 1912                      | Bohumil Kafka                                                 | AA NTM, fond č. 21 Jan Kotěra, položka 105 |
| památník Hadžiho Dimitra                                                                                 | soutěžní návrh                                   |         | Slivenec, Bulharsko           |               | | 1912                      |                                                               | AA NTM, fond č. 21 Jan Kotěra, položka 106 |
| Všeobecný penzijní ústav                                                                                 | realizace                                        |         | Praha 2 - Nové Město          | 390           | Rašínovo nábřeží 42                                                                                         | 1912-1914                 | Josef Zasche                                                  | AA NTM, fond č. 21 Jan Kotěra, položka 107 Zasche je autorem dispozice Kotěra je autorem průčelí                                                       |
| přestavba Starého zámku rodiny Mandelíkovy                                                               | realizace                                        |         | Ratboř                        | 1             | | 1912-1915                 |                                                               | AA NTM, fond č. 21 Jan Kotěra, položka 108 |
| královský zámek                                                                                          | soutěžní návrh                                   |         | Sofie, Bulharsko              |               | | 1912                      |                                                               | AA NTM, fond č. 21 Jan Kotěra, položka 109 |
| budovy Právnické a teologické fakulty České university Karlo-Ferdinandovy                                | návrh, 3. verze                                  |         | Praha 1 - Staré Město         |               | náměstí Curieových                                                                                          | 1913                      |                                                               | AA NTM, fond č. 87, položka UNIV |
| památník Jana Žižky na vrchu Vítkově                                                                     | soutěžní návrh                                   |         | Praha 3 - Žižkov              |               | Vítkov | 1913                      | Jan Štursa                                                    | AA NTM, fond č. 21 Jan Kotěra, položka 110 |
| instalace rakouského oddělení na XI. mezinárodní umělecké výstavě (XI. Internationalen Kunstausstellung) | realizace                                        |         | Mnichov                       |               | Glaspalast                                                                                                  | 1913                      |                                                               | AA NTM, fond č. 21 Jan Kotěra, položka 111 |
| vila Lemberg-Gombrich                                                                                    | realizace                                        |         | Vídeň 19                      |               | Grinzinger Allee 50-52                                                                                      | 1913-1915                 |                                                               | AA NTM, fond č. 21 Jan Kotěra, položka 112 |
| ústav epileptiků "Malovaný lis"                                                                          | návrh                                            |         | Praha 8-Libeň                 |               | | 1914                      |                                                               | AA NTM, fond č. 21 Jan Kotěra, položka 113 |
| usedlost Heinovka, zastavovací plán                                                                      | návrh                                            |         | Praha 3 - Žižkov              |               | | 1914                      |                                                               | AA NTM, fond č. 21 Jan Kotěra, položka 114 |
| kolonie železničních zřízenců                                                                            | návrh                                            |         | Praha 10 - Záběhlice          |               | | 1914                      |                                                               | AA NTM, fond č. 21 Jan Kotěra, položka 115 |
| keramický salonek sanatoria Ondřeje Schneidera                                                           | realizace                                        |         | Praha 2 - Nové Město          | 1771          | Na Bojišti 1, Ke Karlovu 18                                                                                 | 1914                      |                                                               | [ 9 ] |
| hrobka rodiny Janouškovy                                                                                 | realizace                                        |         | Praha 3 - Žižkov              |               | Olšanské hřbitovy                                                                                           | 1915                      | Jan Štursa                                                    | AA NTM, fond č. 21 Jan Kotěra, položka 116 |
| pomník Bedřicha Smetany                                                                                  | návrh                                            |         | Praha 1 - Nové Město          |               | Žofín | 1915                      | Josef Václav Myslbek                                          | AA NTM, fond č. 21 Jan Kotěra, položka 117 |
| hrobka Arnošta Mandelíka (1877–1914)                                                                     | realizace                                        |         | Kolín                         |               | | 1915                      | Jan Štursa                                                    | AA NTM, fond č. 21 Jan Kotěra, položka 118 |
| úprava knihovny Akademie výtvarných umění v Praze                                                        | návrh                                            |         | Praha                         |               | | 1915                      |                                                               | AA NTM, fond č. 21 Jan Kotěra, položka 121 |
| budovy Právnické a teologické fakulty České university Karlo-Ferdinandovy                                | návrh                                            |         | Praha                         |               | | 1915-1918                 |                                                               | AA NTM, fond č. 87, položka UNIV |
| rodinný dům Miroslava Pulcharta                                                                          | návrh                                            |         | Solnice                       |               | | 1916                      |                                                               | AA NTM, fond č. 21 Jan Kotěra, položka 122 |
| vila Růženy Maturové                                                                                     | návrh                                            |         | Praha 8-Troja                 |               | | 1916                      |                                                               | AA NTM, fond č. 21 Jan Kotěra, položka 123 |
| hrobka Františka Noska                                                                                   | realizace                                        |         | Praha 3 - Žižkov              |               | Olšanské hřbitovy                                                                                           | 1916                      |                                                               | AA NTM, fond č. 21 Jan Kotěra, položka 124 |
| hrobka Aloise Kotěry                                                                                     | návrh                                            |         |                               |               | | 1916                      |                                                               | AA NTM, fond č. 21 Jan Kotěra, položka 125 |
| vojenský hřbitov                                                                                         | návrh                                            |         | Praha 3 - Žižkov              |               | Olšanské hřbitovy                                                                                           | 1916                      |                                                               | AA NTM, fond č. 21 Jan Kotěra, položka 126 |
| vojenský hřbitov                                                                                         | návrh                                            |         | Slaný                         |               | | 1916                      |                                                               | AA NTM, fond č. 21 Jan Kotěra, položka 127 |
| válečný pomník                                                                                           | návrh                                            |         | Nové Hrady                    |               | | 1916                      |                                                               | AA NTM, fond č. 21 Jan Kotěra, položka 128 |
| válečný pomník                                                                                           | realizace                                        |         | Příbram                       |               | Na Příkopech                                                                                                | návrh 1917 realizace 1927 | realizován roku 1927, sochař Jan Štursa, dokončil Václav Šára | AA NTM, fond č. 21 Jan Kotěra, položka 129, původně 2 návrhy, první (realizovaný) reprodukován in: Novotný, 1958, druhý reprodukován in: Šlapeta, 2001 |
| válečný pomník                                                                                           | návrh                                            |         | Jihlava                       |               | | 1917                      |                                                               | AA NTM, fond č. 21 Jan Kotěra, položka 130 |
| zakončení plavidla                                                                                       | návrh                                            |         | Praha 1 - Nové Město          |               | | 1917                      |                                                               | AA NTM, fond č. 21 Jan Kotěra, položka 131 |
| knihovna Tomáše Bati                                                                                     | návrh                                            |         | Zlín                          |               | | 1917                      |                                                               | AA NTM, fond č. 21 Jan Kotěra, položka 132 |
| průčelí skladiště                                                                                        | realizace                                        |         | Telč-Podolí                   | 215           | Staňkova ulice                                                                                              | 1917                      |                                                               | AA NTM, fond č. 21 Jan Kotěra, položka 133 |
| přestavba lázní Houštka                                                                                  | návrh                                            |         | Brandýs nad Labem             |               | | 1917                      |                                                               | AA NTM, fond č. 21 Jan Kotěra, položka 134 |
| kino | návrh                                            |         | Zlín                          | číslo popisné | | 1917                      |                                                               | AA NTM, fond č. 21 Jan Kotěra, položka 7 |
| hrobka rodiny Jindřicha Waldese                                                                          | realizace                                        |         | Praha 3 - Žižkov              |               | Nový židovský hřbitov                                                                                       | 1917                      | Josef Václav Myslbek                                          | AA NTM, fond č. 21 Jan Kotěra, položka 135 |
| úprava zahrad H. Matyáše a A.Šrenka                                                                      | návrh                                            |         | Dobruška                      |               | | 1917                      |                                                               | AA NTM, fond č. 21 Jan Kotěra, položka 137 |
| sokolovna                                                                                                | návrh                                            |         | Dobruška                      |               | | 1917                      |                                                               | AA NTM, fond č. 21 Jan Kotěra, položka 138 |
| pamětní deska Františka Vladislava Heka                                                                  | návrh                                            |         | Dobruška                      |               | | asi 1917                  |                                                               | AA NTM, fond č. 21 Jan Kotěra, položka 139 |
| přestavba rodinného domu Václava Rýdla                                                                   | realizace                                        |         | Dobruška                      | 187           | Novoměstská ulice                                                                                           | 1917–1919                 |                                                               | AA NTM, fond č. 21 Jan Kotěra, položka 136 |
| kolonie rodinných domů firmy Baťa                                                                        | realizace                                        |         | Zlín                          |               | obytná čtvrť Letná                                                                                          | 1918                      | dostavba: František Lydie Gahura                              | AA NTM, fond č. 21 Jan Kotěra, položka 140 |
| hrobka rodiny Griefovy                                                                                   | návrh                                            |         |                               |               | | 1918                      |                                                               | AA NTM, fond č. 21 Jan Kotěra, položka 141 |
| hrobka Antonína Heverocha                                                                                | realizace                                        |         | Praha                         |               | Vinohradský hřbitov                                                                                         | asi 1918                  |                                                               | AA NTM, fond č. 21 Jan Kotěra, položka 184 |
| vila T. F. Šimona                                                                                        | návrh                                            |         | Praha 6 - Bubeneč             |               | | 1918                      |                                                               | AA NTM, fond č. 21 Jan Kotěra, položka 142 |
| divadelní budova                                                                                         | návrh                                            |         | Praha 1 - Nové Město          | 852           | palác Sylva-Taroucca,                                                                                       | 1919                      |                                                               | AA NTM, fond č. 21 Jan Kotěra, položka 143 |
| rodinný dům Jindřicha Waldese                                                                            | návrh                                            |         | Praha                         |               | | 1919                      |                                                               | AA NTM, fond č. 21 Jan Kotěra, položka 145 |
| jídelna Dr. Antonína Heverocha                                                                           | realizace                                        |         | Praha                         |               | | 1919-1920                 |                                                               | UPM, inv. č. 55.891-55.904 |
| Škola architektury Akademie výtvarných umění v Praze                                                     | realizace                                        |         | Praha 7 - Bubeneč             | 172           | U akademie 2                                                                                                | 1919-1920                 | stavbu dokončil Josef Gočár 1923-1924                         | AA NTM, fond č. 21 Jan Kotěra, položka 146 |
| universitní budova                                                                                       | soutěžní návrh                                   |         |                               |               | | 1920-1921                 |                                                               | AA NTM, fond č. 87, položka 24 UNIV |
| budova Právnické fakulty                                                                                 | soutěžní návrh                                   |         | Praha 1 - Staré Město         |               | | 1920                      |                                                               | AA NTM, fond č. 87, položka 24 UNIV |
| ministerské budovy                                                                                       | soutěžní návrh                                   |         | Praha 1 - Nové Město          |               | Peterská čtvrť                                                                                              | 1920                      |                                                               | AA NTM, fond č. 21 Jan Kotěra, položka 147 |
| Pražská úvěrní banka                                                                                     | soutěžní návrh                                   |         | Praha 1 - Nové Město          |               | Václavské náměstí                                                                                           | 1920                      |                                                               | AA NTM, fond č. 21 Jan Kotěra, položka 148 |
| expozice Vagonky Kopřivnice na automobilové výstavě                                                      | realizace                                        |         | Praha                         |               | | 1920                      |                                                               | AA NTM, fond č. 21 Jan Kotěra, položka 149 |
| úprava zahradního schodiště                                                                              | návrh                                            |         | Praha 1 - Malá Strana         | číslo popisné | Schönbornský palác, Tržiště 15                                                                              | 1920                      |                                                               | AA NTM, fond č. 21 Jan Kotěra, položka 150 |
| hrobka Jana Laichtera                                                                                    | realizace                                        |         | Dobruška                      |               | městský hřbitov                                                                                             | 1920                      |                                                               | AA NTM, fond č. 21 Jan Kotěra, položka 152 |
| budova Králodvorské cementárny                                                                           | návrh                                            |         | Praha 2 - Vinohrady           |               | | 1920                      |                                                               | AA NTM, fond č. 21 Jan Kotěra, položka 153 |
| dělnická kolonie                                                                                         | realizace                                        |         | Králův Dvůr                   |               | Jungmannova ulice                                                                                           | 1920                      |                                                               | AA NTM, fond č. 21 Jan Kotěra, položka 154 |
| domy Ringhofferových závodů, Kopřivnické vagonky a Vítkovického horního a hutního těžířstva              | návrh                                            |         | Praha 5 - Smíchov             |               | | 1921                      |                                                               | AA NTM, fond č. 21 Jan Kotěra, položka 155 |
| budova Vítkovického horního a hutního těžířstva                                                          | realizace                                        |         | Praha 1 - Nové Město          | 1419          | Politických vězňů 11, Olivova 1                                                                             | 1921-1924                 |                                                               | AA NTM, fond č. 21 Jan Kotěra, položka 156, |
| hrobka Zikmunda Feldmanna                                                                                | realizace                                        |         | Kolín                         |               | Nový židovský hřbitov                                                                                       | 1921                      |                                                               | AA NTM, fond č. 21 Jan Kotěra, položka 157 |
| hrobka rodiny Navrátilovy                                                                                | realizace                                        |         | Praha                         |               | Vinohradský hřbitov                                                                                         | 1921                      |                                                               | AA NTM, fond č. 21 Jan Kotěra, položka 158 |
| budova Průmyslové banky                                                                                  | soutěžní návrh                                   |         | Praha                         |               | Na Příkopě                                                                                                  | 1921                      |                                                               | AA NTM, fond č. 21 Jan Kotěra, položka 159 |
| budova Pražské úvěrní banky                                                                              | soutěžní návrh                                   |         | Praha                         |               | Na Můstku                                                                                                   | 1921                      |                                                               | AA NTM, fond č. 21 Jan Kotěra, položka 160 |
| kino Sokol                                                                                               | návrh                                            |         | Dobruška                      |               | | 1921                      |                                                               | AA NTM, fond č. 21 Jan Kotěra, položka 161 |
| čekárna lékaře Antonína Heverocha                                                                        | realizace                                        |         | Praha                         |               | | 1921                      |                                                               | AA NTM, fond č. 21 Jan Kotěra, položka 162 |
| dům Rudolfa Vanického                                                                                    | návrh                                            |         | Kostelec nad Orlicí           |               | | 1921                      |                                                               | AA NTM, fond č. 21 Jan Kotěra, položka 163 |
| úprava bytu prezidenta republiky                                                                         | návrh                                            |         | Praha 1 - Hradčany            |               | Pražský hrad                                                                                                | 1921                      |                                                               | AA NTM, fond č. 21 Jan Kotěra, položka 164 |
| vila Jana Štence                                                                                         | realizace                                        |         | Všenory                       | 357           | Brunšov | 1921-1922                 |                                                               | AA NTM, fond č. 21 Jan Kotěra, položka 164 |
| Právnická fakulta Univerzity Karlovy                                                                     | realizace                                        |         | Praha 1 - Staré Město         | 901           | náměstí Curieových 7                                                                                        | 1922                      | stavbu realizoval Ladislav Machoň v letech 1926-1931          | AA NTM, fond č. 87, položka 24 UNIV |
| kolonie rodinných domů                                                                                   | realizace                                        |         | Rožnov pod Radhoštěm          |               | Bučiska | 1922                      |                                                               | AA NTM, fond č. 21 Jan Kotěra, položka 166 |
| rodinný dům Karla Vika                                                                                   | návrh                                            |         | Turnov                        |               | | 1922                      |                                                               | AA NTM, fond č. 21 Jan Kotěra, položka 167 |
| hrobka JUDr. Antonína Schauera                                                                           | realizace                                        |         | Praha 3 - Žižkov              |               | Olšanské hřbitovy                                                                                           | 1922                      | Otakar Španiel                                                | AA NTM, fond č. 21 Jan Kotěra, položka 168 |
| úřední budova Ringhofferových závodů                                                                     | návrh                                            |         | Praha 5 - Smíchov             |               | | 1922                      |                                                               | AA NTM, fond č. 21 Jan Kotěra, položka 169 |
| obecní domy                                                                                              | realizace                                        |         | Hradec Králové                |               | Palackého ulice, Eliščino nábřeží                                                                           | 1922                      |                                                               | AA NTM, fond č. 21 Jan Kotěra, položka 170 |
| rodinný dům Cyrila Bartoně z Dobenína                                                                    | návrh                                            |         | Náchod                        |               | Petrův dvůr                                                                                                 | 1922                      |                                                               | AA NTM, fond č. 21 Jan Kotěra, položka 171 |
| rodinný dům Jana Laichtera                                                                               | návrh                                            |         | Dobruška                      |               | | 1922                      |                                                               | AA NTM, fond č. 21 Jan Kotěra, položka 172 |
| městská spořitelna                                                                                       | návrh                                            |         | Kolín                         |               | | 1923                      |                                                               | AA NTM, fond č. 21 Jan Kotěra, položka 173 |
| úprava podkroví vily továrníka Kysely                                                                    | návrh                                            |         | Praha 6 - Bubeneč             |               | | 1923                      |                                                               | AA NTM, fond č. 21 Jan Kotěra, položka 174 |
| přestavba domu ředitelství Králodvorské cementárny                                                       | realizace                                        |         | Praha 2 - Nové Město          | 1584          | V Tůních 2                                                                                                  | 1922-1923                 | stavbu realizoval Ladislav Machoň                             | AA NTM, fond č. 21 Jan Kotěra, položka 179 |

## Kolejová vozidla
zdroj:
| vozidlo                                | návrh / realizace | obrázek | provozovatel                          | místo     | rok       | poznámka       |
| -------------------------------------- | ----------------- | ------- | ------------------------------------- | --------- | --------- | -------------- |
| tramvajový salonní vůz č. 200          | realizace         |         | Elektrické podniky král. hl. m. Prahy | Praha     | 1899-1900 |                |
| vůz I. a II. třídy č. 996              | realizace         |         | Bukovinské místní dráhy               |           | 1904      |                |
| série motorových vozů                  | realizace         |         | Elektrické podniky král. hl. m. Prahy | Praha     | 1904-1905 |                |
| vůz I. a II. třídy č. 744 a 745        | realizace         |         | Rakouské státní dráhy                 |           | 1906      |                |
| salonní vůz                            | návrh             |         | Rakouská jižní dráha                  |           | 1906      |                |
| tramvajový motorový vůz č. 193         | realizace         |         | Elektrické podniky král. hl. m. Prahy | Praha     | 1906      | pouze prototyp |
| jídelní vůz                            | realizace         |         | Montreux-Oberland Bernois             | Švýcarsko | 1906      |                |
| série motorových a vlečných vozů       | realizace         |         | Lokalbahn Wien–Baden                  | Rakousko  | 1906      |                |
| tramvajový motorový vůz č. 276         | realizace         |         | Elektrické podniky král. hl. m. Prahy | Praha     | 1908      | pouze prototyp |
| druhá série motorových a vlečných vozů | realizace         |         | Lokalbahn Wien–Baden                  | Rakousko  | 1908      |                |